# No Pan Intended
No Pan Intended, född 2000, död 29 april 2016, var en amerikansk standardhäst som tävlade mellan 2002 och 2003. Han tränades av Ivan Sugg och kördes av David Miller. Han är en av de 10 hästar som lyckats ta en Triple Crown.

## Karriär
No Pan Intended köptes som en åring av Robert Glazer från Peter Pan Stables, och sattes i träning hos Ivan Sugg. Som tvååring visade han fart och förmåga, och sprang 1:55.0 (1.11,5) som snabbast. Han tog dock bara en seger som tvååring och sprang in 115 883 dollar på 13 starter.
Under treåringssäsongen krossade han ofta motståndet med flera längder. No Pan Intended blev under treåringssäsongen den 10:e hästen i historien för att vinna alla tre Triple Crown-loppen (Cane Pace, Little Brown Jug och Messenger Stakes). Han blev även den första Ohioägda hästen sedan 1973 som vann Little Brown Jug. Som 3-åring vann han 17 av 21 starter och sprang in 1,46 miljoner dollar.
Samma år segrade han även i Breeders Crown 3YO Colt & Gelding Pace, James B. Dancer Memorial, Tattersalls Pace och Art Rooney Pace, och avslutade säsongen med en rekordtid på 1:50.3 (1.08,8).
2003 utsågs No Pan Intended till New Jersey Standardbred of the Year, och American Harness Horse of the Year.

### Avelskarriär
Som avelshingst fick No Pan Intended 551 registrerade föl, varav 424 av dessa som tävlade och sprang tillsammans in mer än 35 miljoner dollar. Efter tävlingskarriären var han avelshingst vid Oakwood Stud utanför Dublin på Irland. I juni 2016 skulle han flugit över till Australien och varit verksam som avelshingst, men avlivades i samband med en olycka i sin hage den 29 april 2016 vid en ålder av 16 år.

## Statistik
| År     | Ålder  | Starter | 1:a | 2:a | 3:a | Rekordtid | Vinstsumma | Ref.  |
| ------ | ------ | ------- | --- | --- | --- | --------- | ---------- | ----- |
| 2002   | 2      | 13      | 1   | 2   | 3   | 1:55.0    | $115,883   | [ 4 ] |
| 2003   | 3      | 21      | 17  | 3   | –   | 1:50.3    | $1,465,852 | [ 4 ] |
| Totalt | Totalt | 34      | 18  | 5   | 3   | 1:50.3    | $1,581,735 | [ 4 ] |

## Stamtavla
| Efter Pacific Fella | Cam Fella        | Most Happy Fella | Meadow Skipper   |
| Efter Pacific Fella | Cam Fella        | Most Happy Fella | Laughing Girl    |
| Efter Pacific Fella | Cam Fella        | Nan Cam          | Bret Hanover     |
| Efter Pacific Fella | Cam Fella        | Nan Cam          | Nan Frost        |
| Efter Pacific Fella | One More Kiss    | Big Towner       | Gene Abbe        |
| Efter Pacific Fella | One More Kiss    | Big Towner       | Tiny Wave        |
| Efter Pacific Fella | One More Kiss    | Easy To Love     | Meadow Skipper   |
| Efter Pacific Fella | One More Kiss    | Easy To Love     | Pammy Lobell     |
| Undan Classic Wish  | Armbro Emerson   | Abercrombie      | Silent Majority  |
| Undan Classic Wish  | Armbro Emerson   | Abercrombie      | Bergdorf         |
| Undan Classic Wish  | Armbro Emerson   | Armbro Uppity    | Most Happy Fella |
| Undan Classic Wish  | Armbro Emerson   | Armbro Uppity    | Armbro Fancy     |
| Undan Classic Wish  | Best of the Best | Albatross        | Meadow Skipper   |
| Undan Classic Wish  | Best of the Best | Albatross        | Vodoo Hanover    |
| Undan Classic Wish  | Best of the Best | Arlene Dares     | Meadow Gene      |
| Undan Classic Wish  | Best of the Best | Arlene Dares     | Araline Hanover  |